# Mountain Wave Project

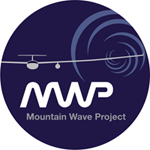
Logo Mountain Wave Project

Das Mountain Wave Project (MWP) dient der globalen wissenschaftlichen Erforschung atmosphärischer Schwerewellen und der induzierten Turbulenz. Neue Erkenntnisse werden für Rekord- und Höhensegelflüge genutzt sowie im Rahmen der Pilotenfortbildung – als Beitrag zur Erhöhung der Flugsicherheit – verwendet.

## Geschichte

### Motivation
Mit dem Mountain Wave Project starteten 1998 die Piloten Klaus Ohlmann und Rene Heise ein Programm zur weltweiten Katalogisierung und Untersuchung von Luftströmungen und Turbulenzen, die starke Winde (u. a. Föhn, Mistral, Zonda) an und über Gebirgen auslösen. Dabei entstehen häufig Wellenbewegungen, die bis in die Stratosphäre reichen, so genannte Lee- oder Gebirgswellen, denen die Initiative ihren Namen verdankt. Das MWP ist ein eigenständiges Non-Profit-Projekt der wissenschaftlichen und meteorologischen Sektion der Organisation Scientifique et Technique Internationale du Vol à Voile (OSTIV) und wird von der Fédération Aéronautique Internationale (FAI) unterstützt.
Ursprünglich motiviert, die komplexen thermischen und dynamischen Prozesse in der Atmosphäre besser zu verstehen und dadurch dem Langstreckensegelflug neue Impulse zu geben, erkannten die beiden Piloten bald, dass die extrem starken vertikalen Luftbewegungen der Mountain Waves ein Gefahrenpotenzial für alle Bereiche der Luftfahrt darstellen. Der Fokus des MWP verlagerte sich damit auf eine mehr wissenschaftliche Annäherung an die Strömungsphänomene. Durch die Mitwirkung weiterer Wissenschaftler und Kooperationspartner wurde das Kernteam schlagkräftiger. Die Einbindung von Jörg Hacker vom Airborne Research Australia (ARA) in das Kernteam brachte zusätzliches spezifisches Fachwissen in das Projekt.

### Flugzeuggestützte Messkampagnen
Um zu einem besseren Verständnis der relevanten physikalischen Vorgänge in der Atmosphäre zu kommen, wurden 1999 und 2006 MWP-Expeditionen in die argentinischen Anden durchgeführt. Als Instrumententräger für die flugzeuggestützten Messkampagnen wurde ein nach neuesten Kenntnissen für Höhenflüge modifizierter Hochleistungs-Motorsegler S10 VT der Firma Stemme aus dem brandenburgischen Strausberg eingesetzt. Unterstützung bei der flugphysiologischen Vorbereitung erhielt das Team dabei von renommierten Flugmedizinern des DLR und durch den Astronauten Ulf Merbold.
Das Ziel des MWP, die Fragestellungen mit kompetenten Wissenschaftlern und modernster Sensorik anzugehen, wurde bei der Operation Mendoza im Oktober 2006 eindrucksvoll umgesetzt. Dabei wurde das für seine besonders heimtückischen Turbulenzen bekannte Gebiet zwischen den Massiven von Tupungato (5.700 m) und Aconcagua (6.900 m) erkundet. Als Kernstück der Messtechnik kam die so genannte Best Aircraft Turbulence Probe (kurz BATprobe) zum Einsatz, ein Gerät das unter der Leitung von Jörg Hacker und Timothy Crawford vom National Oceanic and Atmospheric Administration (NOAA) gemeinsam entwickelt wurde. Die innovative Nutzung modernster Messelektronik und miniaturisierter Sensoren ermöglichte mit Hilfe des Motorseglers hochauflösende Turbulenz-, Temperatur- und Feuchtemessungen (bis zu 100 Messpunkte pro Sekunde). Die Kombination der BATprobe mit einem modernen GPS-gestützten Trägheitsnavigationssystem gestattete zudem die sehr genaue Bestimmung des dreidimensionalen Windvektors (und damit der atmosphärischen Turbulenz) in Rotoren. Damit gelangen bei der MWP-Expedition die ersten wissenschaftlichen Turbulenzmessungen über den Anden bis auf eine Höhe von 12.500 m, dem unteren Rand der Stratosphäre.

### Rekordflüge
Eine weitere Herausforderung war für das Team im Bereich Luftsport – der Rekord im Langstreckensegelflug (FAI-Kategorie freie Distanz). Der Wellenflugpionier Joachim Küttner stiftete im Jahr 1987 den Küttner-Preis bei der OSTIV für den ersten Flug von 2.000 km in gerader Distanz. Zahlreiche Segelflugpiloten in allen Regionen der Welt versuchten, diese neue Dimension im Segelflug zu bewältigen. In diesem Zusammenhang ist zu beachten, dass es neben der luftsportlichen und physiologischen Leistung des Piloten eine meteorologische Herausforderung gibt. Die für einen Segelflug notwendigen Aufwindsysteme sind durch die sie charakterisierenden atmosphärischen Bewegungsformen auf einer bestimmten Längen- und Zeitskala begrenzt, die bei optimalen flugmeteorologischen Bedingungen bzw. Kombinationen Flüge bis maximal 1.500 km ermöglichen.

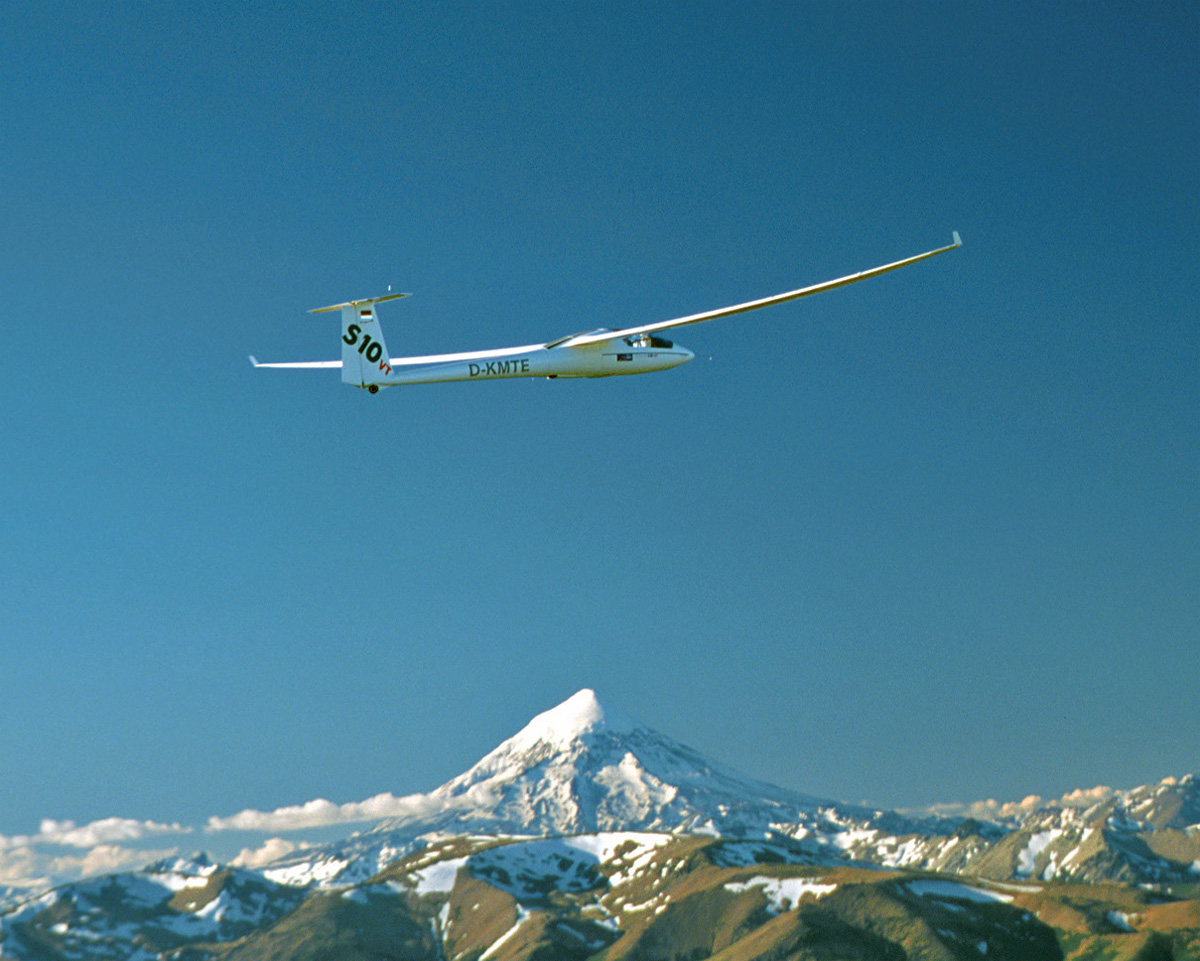
MWP-Forschungsflugzeug Stemme S 10 VT über dem Vulkan Lanín

Die Anden als längster Gebirgszug der Welt, wo starke westliche Höhenwinde ungebremst vom Pazifik auf die Gebirgskette treffen – strömungstechnisch ideal für die Leewellenbildung – wurden gezielt vom MWP für diesen Langstreckenflug über 2.000 km ausgewählt. Andere Pilotenteams favorisierten Startorte in den Sierra Nevada (USA), im Tian-Shan (China) oder den Südalpen. Am 23. November 2003 gelang Klaus Ohlmann die 2.120-km-Strecke von El Calafate bis San Juan.
Neben Pionierflügen in Segelflugzeugen in den Wellensystemen im südlichen Teil der Andenkordillere, der entdeckten neuen Dimension dieser Aufwindsysteme und ihrer Bedeutung für die Atmosphärenphysik, entstanden auch zahlreiche Kooperationen mit Universitäten und Forschungseinrichtungen (DLR [20], Philipps-Universität Marburg [16], Amt für Geoinformationswesen der Bundeswehr/DWD [15])
Im Jahr 2006 war Rene Heise als Reviewer der National Science Foundation für das Terrain Induced Rotor Experiment (T-REX) im Owens Valley tätig und weilte in der Kernphase der Field Campaign in Bishop (USA).
Das MWP wurde 2007 als zweiter Preisträger des Lilienthal Preises ausgezeichnet.
Mit der Vorstellung der Projektziele am Institute of Tibetan Plateau Research in Lhasa und einer Erkundungstour in Tibet begannen im Oktober 2010 die Vorbereitungen einer neuen Forschungsexpedition.

## Forschungsschwerpunkte
- Bestimmung und Erkennung der atmosphärenphysikalischen Prozesse sowie der zugehörigen synoptischen Charakteristika, die bei der Entstehung und Entwicklung von Mountain Waves im stark orographisch gegliederten Gelände eine Rolle spielen
- Erforschung von Rotorbändern und Bestimmung ihrer Ausdehnung, Größenordnung bzw. Klassifizierung der vorhandenen Turbulenz
- Hochauflösende Messungen meteorologischer Parameter (potentielle Temperatur, Vertikalgeschwindigkeit, Wind) bzw. Berechnung Impulstransport
- Visualisierung der Rotoren auf einer Geländedatenbank und Entwicklung einer Guidance/Vorhersageverfahrens für Piloten und beratende Meteorologen
- Untersuchung flugmedizinischer Aspekte der menschlichen Leistungsfähigkeit unter extremen Umweltbedingungen (Höhe, Kälte, Turbulenzen) mit Hilfe portabler psychophysiologische Messsysteme (HealthLab-System) sowie Untersuchung pulsoxymetrischer Daten

## Expeditionen
- Argentina’99: Basisflugplatz San Martín de Los Andes (Argentinien); mehrere Flüge über 1.000 km, Rekordflug (1.550 km) von Klaus Ohlmann bis nach Feuerland (Rio Grande);[15][16] Südlichster Segelflug der Welt.
- Serres (Frankreich) & Jaca (Spanien) 2003: Messflüge bei Südwelle in der Provence sowie allg. Wellenflüge bei stürmischer Nordwindsituation im Lee der Pyrenäen.
- Operation Mendoza 2006: Basisflugplatz Plumerillo (Argentinien); Messkampagne auf Einladung der Argentinischen Luftwaffe, Flüge mit BATprobe über der Hochkordillere in der Tupungato-Aconcagua Region bis 12.500 m Höhe.[5]
- Tibet 2010-Erkundungstour Vorstellung des MWP Messkampagne in Lhasa; Erkundung von Notlandefeldern entlang der Strecke Samzhubzê – Tingri[13]

## Projektergebnisse
- Entwicklung einer operativen Leewellenvorhersage in Kooperation mit dem Amt für Geoinformationswesen der Bundeswehr und dem Deutschen Wetterdienst[17][7]
- Nutzung des experimentellen Vorhersagetools um Wellenaktivitäten und das Turbulenzpotential global und regional abzuschätzen. Das Modellfenster regional verschiebbarer mesoskaliger Wettervorhersagemodelle wurde in die Antarktis, Hindukusch / Tian Shan, Kamtschatka, Sierra Nevada und nach Tibet verschoben.
- Erste wissenschaftliche Turbulenzmessflüge über den Anden,[5] Vergleich von Airborne Measurements der Parameter Wind, Temperatur, Feuchte und Druck mit Radiosondenmessungen und Satellitensondierungen (Radio-Okkultation, Remote Sensing with GPS)
- Katalogisierung von über 200 globalen Positionen des Systems Rotor-Welle und Visualisierung in einem Geographischen Informationssystem (GIS); Analyse von Flugzwischenfällen und Abstürzen die in Verbindung mit MTW-Turbulenz stehen
- Entwicklung eines math.-statist. Auswertealgorithmus um Wellenaufwindbänder aus GNSS-Flighrecorder Daten zu filtern, Nutzung zur Optimierung der Rekordflüge[18][19]
- Luftsportliche Höhepunkte: Rekordflug bis nach Feuerland (MWP-Argentina ’99);[20] Weltrekordflug (FAI Category Free Distance) – 2.120 km (OSTIV Küttner Preis)[21]
- Höhenphysiologische Vorbereitung u. Empfehlungen für Piloten (Human Factors)[22]

## GEO-Dokumentationen
- 2003 Rundfunk Berlin-Brandenburg (RBB) – Rodeo am Himmel - Forschung für mehr Flugsicherheit / Rodeo in the Sky – Research for greater flight safety (45 min; deutsch/engl.)
- 2007 ARTE – 360° GEO-Reportage Die Windreiter der Anden/Les Enragés du vol à voile (45 min; deutsch/franz.)
- 2011 3sat – TV-Beitrag im Zusammenhang mit der MWP-Vortragsreihe (Gefahren für die Verkehrsluftfahrt) auf dem 6. ExtremWetterKongress in Hamburg; Wellengang in der Luft- hinter Bergen entstehen gefährliche Luftwirbel (6 min; German)[23]